# Ambulancen
Ambulancen er en dansk film fra 2005 med Thomas Bo Larsen, Paw Henriksen og Helle Fagralid i hovedrollerne. Filmen udspiller sig i og omkring en ambulance, som hovedpersonerne anvender som flugtbil efter et røveri.
Manuskriptet er skrevet af Laurits Munch-Petersen og Lars Andreas Pedersen (Lars AP), men selve instruktionen stod Laurits Munch-Petersen for. Som et kuriosum kan det nævnes, at det også er ham selv, der kører ambulancen frem til gaden, hvor filmen starter.
Et Hollywood-remake af filmen blev udgivet af Universal Pictures i 2022, med Michael Bay som instruktør.

## Handling
Brødrene Frank (Thomas Bo Larsen, storebror) og Tim (Paw Henriksen, lillebror) er i pengemangel og skal bruge et større beløb for at kunne betale en livreddende operation for deres syge mor. I desperation beslutter de at skaffe pengene ved et bankrøveri.
Under røveriet lykkes det en af de ansatte at aktivere alarmen, så politiet tilkaldes. Kort efter affyrer Tim sin pistol mod den ansatte og rammer vedkommende hvorefter brødrene flygter ud af banken til flugtbilen, som imidlertid er blevet omringet af politiet og derfor i praksis ubrugelig.
Mens de har været inde i banken er en ambulance ankommet til en nærliggende ejendom og har fået en hjertepatient om bord, som sygeplejersken Julie (Helle Fagralid) er ved at tilse på båren i behandlingsrummet. Som et desperat flugtforsøg bliver ambulancen kapret af de flygtende bankrøvere, hvorefter flugten begynder.
De to har inden røveriet aftalt, at Tim skulle finde en ny flugtbil og parkere den i Københavns sydhavn. Ved ankomsten til gemmestedet må de konstatere, at bilen ikke er der som aftalt, hvilket starter et skænderi, som dog må afbrydes, da politiet har lokaliseret dem. Herefter går flugten ud af byen mod Faxe, hvor deres mor er indlagt.
Undervejs gør Julie adskillige gange opmærksom på patientens kritiske tilstand og forsøger at tale til de tos samvittighed. Det lykkes hende da også at vinde medfølelse hos Tim, men Frank er fortsat helt afvisende. Således kommer brødrene op at skændes igen, og Tim forsøger at overtage styringen af ambulancen, men blot med det resultat, at den forulykker ved at køre ind i et træ. Ved sammenstødet bliver de to på forsæderne slået kortvarigt bevidstløse og får en del skrammer, dog ikke mere end turen kan fortsættes.
Ulykken tvinger røverne til at tage endelig stilling til hjertepatienten. Resultatet bliver, at Julie sammen med patienten på båren efterlades i en lade ude i en skov efter ordre fra Frank, mens Tim noget modvilligt hjælper til.
Fra skoven er der ikke langt til Faxe, så turen kan relativt hurtigt overstås. Men undervejs får Tim fat i den pistol, de anvendte under røveriet og truer Frank til at vende ambulancen, så de kan hente den døende patient og tage ham med til sygehuset.
Relativt vel ankommet til Faxe finder de vejen til sygehuset og når frem. Her beslutter de sig for at bakke ambulancen ind ad en port, men braser ind i en politibil, som er ved at køre ud af samme port. Politibetjentene genkender røverne, som så forsøger at flygte med ambulancen igen, men må opgive og stiger ud.
Filmen slutter da Tim med sin pistol truer de to betjente, hvor den ene svarer igen ved at affyre sin tjenestepistol mod ham. Han taber udbyttet og pengesedlerne bliver taget af vinden..

## Produktion
Nordisk Film, som har stået for udgivelsen, har til brug for optagelserne købt to ambulancer fra Københavns Brandvæsen, der var blevet udskiftede og derfor ikke længere skulle bruges. Der er således ikke ændret på ambulancernes bemaling eller udrykningssignaler.
Til brug for bankrøveriet blev der trykt en række uægte pengesedler, hvoraf visse blev fanget af vinden og fløj væk fra optagelserne. Således blev en endda brugt som betaling i et nærliggende pizzeria. Episoden førte til, at producereren og chefrekvisitøren blev dømt for falskmøntneri
Ambulancen blev genindspillet i Hollywood i 2021 med Michael Bay som instruktør og Jake Gyllenhaal i rollen som Frank ("Danny" i genindspilningen). Den amerikanske udgave Ambulance blev udgivet 8. april 2022 af Universal Pictures.